# Edward Lear

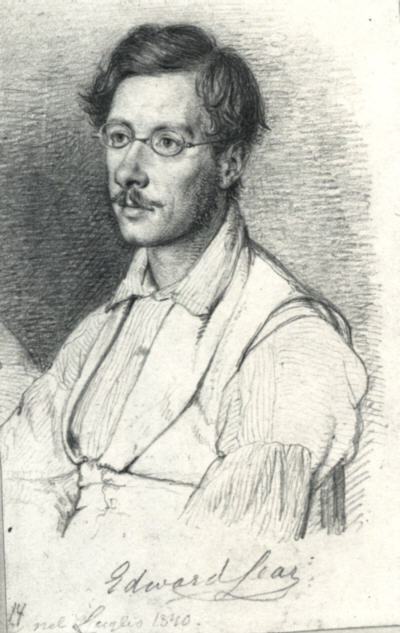
Portret młodego Leara autorstwa Wilhelma Marstranda

Edward Lear (ur. 12 maja 1812 w Highgate, zm. 29 stycznia 1888 w San Remo) – angielski poeta i rysownik, autor limeryków. 
Pochodził z wielodzietnej rodziny (był 21. z rodzeństwa, z którego sześcioro zmarło), wychowała go najstarsza siostra, Anna. Sam nigdy rodziny nie założył, podejrzewany był zresztą o tendencje homoseksualne (męskie praktyki homoseksualne były w Wielkiej Brytanii karalne aż do lat 60. XX wieku). Nie miał formalnego wykształcenia, ale wcześnie zaczął rysować i z rysunku utrzymywał się od piętnastego roku życia. Mimo słabego zdrowia (cierpiał m.in. na epilepsję) był twórcą niezmiernie płodnym – pozostawił obszerne zbiory rysunków, ilustracji i obrazów olejnych, ponadto pisał wiersze i wspomnienia z licznych podróży, prowadził szeroką korespondencję, a nawet komponował. Wiele dzieł zostało wydanych pośmiertnie.
Miał talent do pozyskiwania przyjaciół, m.in. Alfreda Tennysona (którego poznał w 1851 i do którego wierszy narysował ok. 200 ilustracji) i Edwarda Stanleya, hrabiego Derby, który zlecił mu (w 1832) wykonanie rysunków ze swego zwierzyńca; przez pewien czas uczył także rysunku królową Wiktorię. Dzięki m.in. poparciu kolejnych hrabiów Derby uzyskał zamówienia, które pozwoliły mu na podróże po całej Europie, a także do krajów Lewantu, Indii i Cejlonu. Znaczną część życia (w tym ostatnie osiem lat) spędził na południu Europy, w Grecji i we Włoszech. Przez 17 lat jego wiernym towarzyszem podróży był kot Foss.
Aczkolwiek był wybitnym rysownikiem i ilustratorem ery wiktoriańskiej, do historii przeszedł jako twórca poezji nonsensownej, w szczególności limeryków, który to gatunek rozpropagował (choć nie był, jak się czasem twierdzi, jego twórcą). Spośród jego ponad 20 książek, najbardziej znaną jest A Book of Nonsense, zbiór 112 limeryków z własnymi ilustracjami. 
W uznaniu osiągnięć Leara jako ilustratora książek o ptakach, jego nazwisko nosi ara błękitna (Anodorhynchus leari).

## Wybrane dzieła
- Illustrations of the Family of the Psittacidae, or Parrots, London: R. Ackermann & E. Lear, 1832
- Views in Rome and Its Environs, Londyn: Thomas McLean, 1841
- Illustrated Excursions in Italy, Londyn: Thomas McLean, 1846
- Gleanings from the Menagerie and Aviary at Knowsley Hall, wyd. prywatne, 1846
- A Book of Nonsense, by Derry Down Derry, Londyn: Thomas McLean, 1846 (kilkadziesiąt wznowień, tłum. polskie 1986)
- Journals of a Landscape Painter in Greece and Albania, & c., Londyn: Richard Bentley, 1851
- Journals of a Landscape Painter in Southern Calabria, & c., Londyn: Richard Bentley, 1852
- Views in the Seven Ionian Isles, Londyn: wyd. prywatne, 1863
- Nonsense Songs, Stories, Botany and Alphabets, Londyn: Robert Bush, 1871
- More Nonsense Pictures, Rhymes , Botany &c, Londyn: Robert Bush, 1872
- Laughable Lyrics, Londyn: Robert Bush, 1877
- Edward Lear and Knowsley, Liverpool: Walker Art Gallery, 1975
- The Birds of Edward Lear. A Selection of the Twelve Finest Plates of the Artist, Londyn: The Ariel Press, 1975
- Wydania polskie:
  - Księga nonsensu, (wybór), 1958
  - Jak miło jest znać Pana Leara, Warszawa: Nasza Księgarnia, 1973
  - Dong, co ma świecący nos, (wybór, 1961), wznowienie: Wydawnictwo Drzewo Babel, 1999; kolejne wznowienie: Wydawnictwo Dwie Siostry, 2023.
  - Czterdzieści cztery opowiastki, Kraków: Znak, tłum. Stanisław Barańczak, 1998

## Galeria

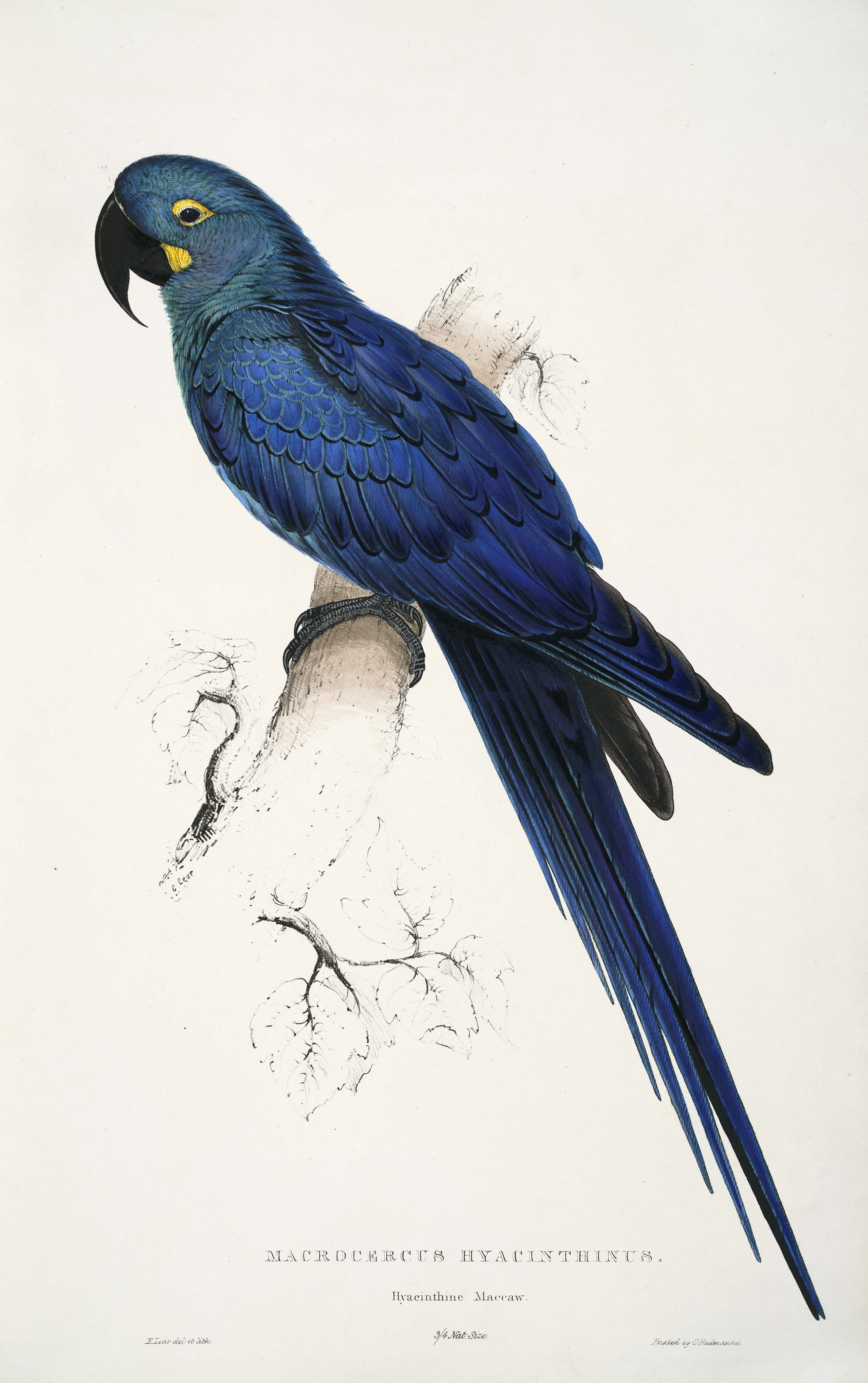
Ara błękitna (Anodorhynchus leari) (lub ara hiacyntowa)
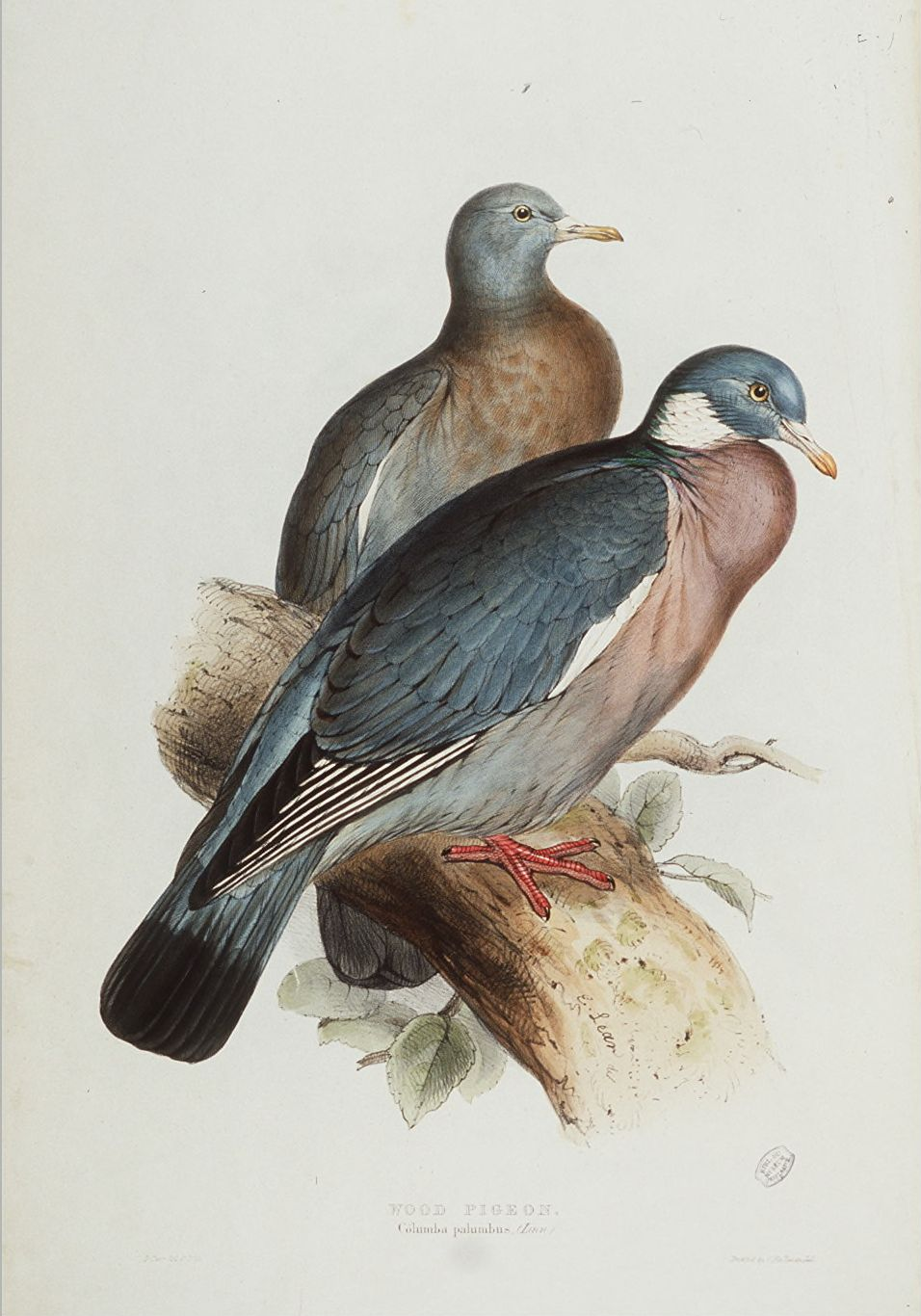
Gołąb grzywacz, z The Birds of Europe Johna Goulda
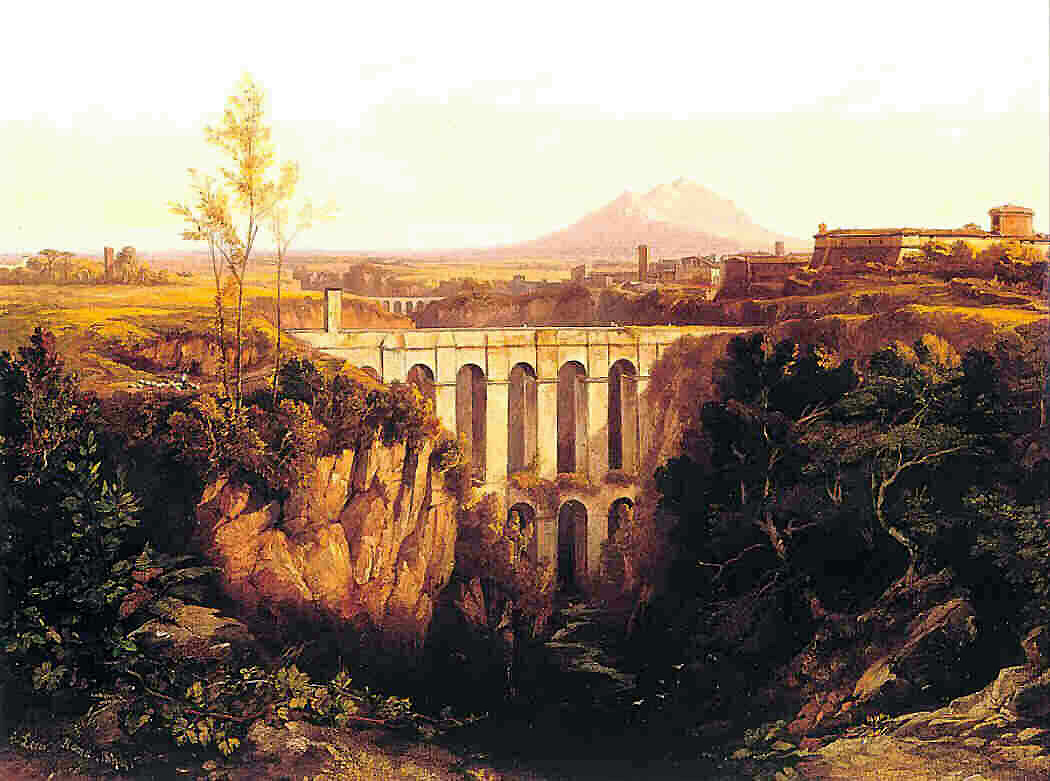
Civita Castellana, 1844
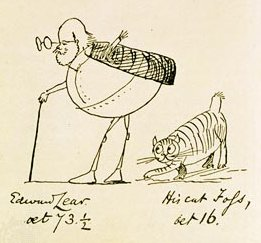
Edward Lear, lat 73 i pół i jego kot Foss, lat 16 (litografia, 1885)
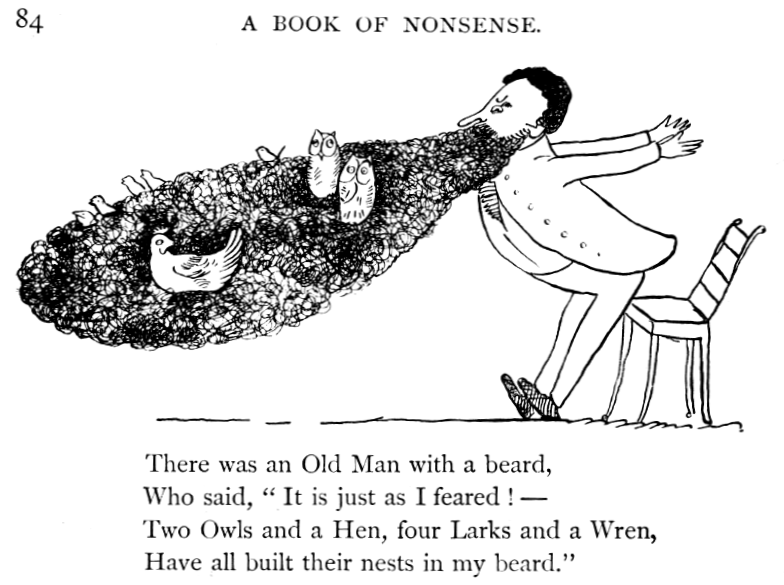
Ilustracja do limeryku (z A Book of Nonsense, 1888)
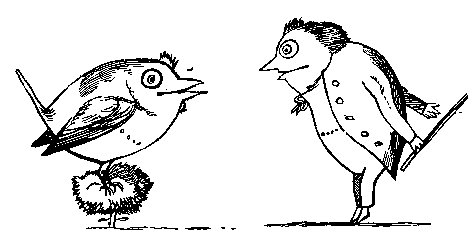
Ilustracja z A Book of Nonsense, 1846